# IC 4223
IC 4223 је спирална галаксија у сазвјежђу Дјевица која се налази на листи објеката дубоког неба у Индекс каталогу.
Деклинација објекта је + 7° 47' 43" а ректасцензија 13h 18m 55,2s. Привидна величина (магнитуда) објекта IC 4223 износи 14,3 а фотографска магнитуда 15,1. IC 4223 је још познат и под ознакама CGCG 44-64, PGC 46397.